# El Marsa, Chlef
El Marsa là một đô thị thuộc tỉnh Chlef, Algérie. Dân số thời điểm năm 2002 là 9.726 người.